# Гардінг (Міннесота)
Гардінг (англ. Harding) — місто (англ. city) в США, в окрузі Моррісон штату Міннесота. Населення — 123 особи (2020).

## Географія
Гардінг розташований за координатами 46°7′10″ пн. ш. 94°2′16″ зх. д. / 46.11944° пн. ш. 94.03778° зх. д. (46.119363, -94.037803).  За даними Бюро перепису населення США в 2010 році місто мало площу 8,45 км², уся площа — суходіл.

## Демографія
Згідно з переписом 2010 року, у місті мешкало 125 осіб у 44 домогосподарствах у складі 26 родин. Густота населення становила 15 осіб/км².  Було 47 помешкань (6/км²).
Расовий склад населення:
| - 100,0 % — білих |

До двох чи більше рас належало 0,0 %. Частка іспаномовних становила 0,0 % від усіх жителів.
За віковим діапазоном населення розподілялося таким чином: 23,2 % — особи молодші 18 років, 61,6 % — особи у віці 18—64 років, 15,2 % — особи у віці 65 років та старші. Медіана віку мешканця становила 44,5 року. На 100 осіб жіночої статі у місті припадало 155,1 чоловіків;  на 100 жінок у віці від 18 років та старших — 174,3 чоловіків також старших 18 років.
Середній дохід на одне домашнє господарство  становив 38 302 долари США (медіана — 36 250), а середній дохід на одну сім'ю — 41 173 долари (медіана — 43 125). За межею бідності перебувало 32,9 % осіб, у тому числі 34,1 % дітей у віці до 18 років та 55,6 % осіб у віці 65 років та старших.
Цивільне працевлаштоване населення становило 57 осіб. Основні галузі зайнятості: освіта, охорона здоров'я та соціальна допомога — 22,8 %, будівництво — 19,3 %, транспорт — 12,3 %, науковці, спеціалісти, менеджери — 10,5 %.